# Рефреймінг
Рефре́ймінг (від англ. frame — рамка) — термін, який широко використовується в НЛП для опису процедур переосмислення та перелаштування механізмів сприйняття, мислення, поведінки з метою позбутися від невдалих (можливо, навіть патогенних) психічних шаблонів.
Рамка навколо малюнка є вдалою метафорою, що дозволяє зрозуміти суть механізму рефреймінга. Залежно від того, що потрапляє в рамку, змінюється й інформація про вміст картини, а отже, й сприйняття того, що на ній зображене.
Слово «рефреймінг» є іменником, що походить від дієслова «reframe», що означає «вставити в нову рамку (ту ж картину)», «вставити в ту саму рамку (нову картину)», «по новому сформулювати».
Багато метафор, казок, анекдотів можна розглядати як приклади з рефреймінгу, де події розміщують в певній «рамці».

## Теорія
Технологія рефреймінгу була Розроблена Річардом Бендлером та Джоном Гріндером в 80-х рр. XX століття в результаті їх ретельного та систематичного спостереження за роботою Мілтона Еріксона та інших психотерапевтів.
Прибічники НЛП описують рефреймінг як принцип, згідно з яким «в будь-якій ситуації є позитивний ресурс», але його потрібно побачити і постаратись використати. Рефреймінг на їхню думку — це зміна контексту або цінності явища, що розглядається.

## Види рефреймінгу
Традиційно розрізняють два основних види рефреймінгу: рефреймінг контексту та рефреймінг змісту.
- Рефреймінг контексту: в різних ситуаціях одна й та ж поведінка може бути як корисною, так і шкідливою. В даному випадку якщо змінити контекст повідомлення, то змінюється і підхід до його змісту.
- Рефреймінг змісту: полягає в тому, щоб змінити цінність самого повідомлення. Наприклад, якщо людина бреше, значить в неї є хоч яка-небудь мета. Рефреймінг змісту направлений перш за все на зміну сприйняття об'єкта, що для суб'єкта проявляється в зміщенні смислових акцентів та призводить до виникнення нових відчуттів. Психологи радять спочатку поставити собі кілька запитань:
  - Що позитивного може дати ця ситуація?
  - Яку вигоду для себе я зможу отримати?
  - Які життєві уроки я можу засвоїти?

Є ще один простий метод, який пропонує рефреймінг змісту. Потрібно подумки замінити слово «проблема» на слово «завдання». Адже проблема тисне на тебе, загрожує, а завдання необхідно вирішити, це не трагедія. Якщо ж «завдання» змінити на «мета», то уже з’являється дедлайн і покроковий план її досягнення.